# Bhadarwa
Bhadarwa est une ville du district du Vadodara de l'État du Gujarat en Inde.

## Histoire
Bhadarwa était la capitale d'un État princier jusqu'au 10 juin 1948.

### Liste desThakurssâhibs
- 1917 - 1935 : Ranjitsimhji Amarsimhji
- 1935 - 1947 : Natwarsinhji Ranjitsinhji